# John Greenlees

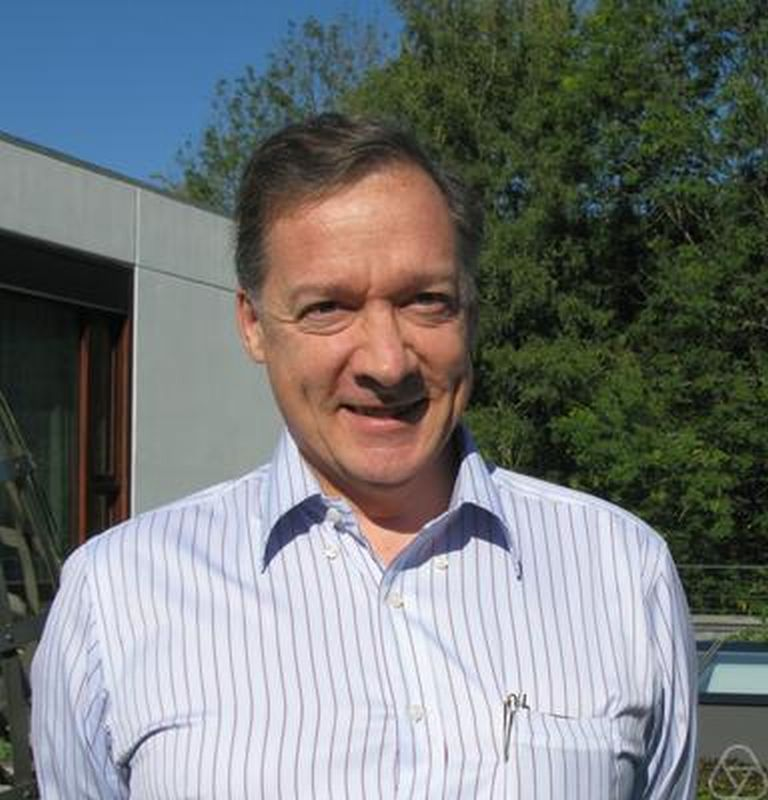
John Greenlees (2011)

John Patrick Campbell Greenlees (* 1959) ist ein britischer Mathematiker, der sich mit algebraischer Topologie befasst.
Greenlees wurde 1986 an der Universität Cambridge bei John Frank Adams promoviert (Adams Spectral Sequences in Equivariant Topology). In Cambridge war er ein Jahr Senior Rouse Ball Student am Trinity College. Als Post-Doktorand war er von 1986 bis 1989 an der National University of Singapore und 1989/90 an der University of Chicago. Ab 1990 lehrte und forschte er an der University of Sheffield (mit einem persönlichen Lehrstuhl ab 1995), wo er von 2004 bis 2008 Leiter der Abteilung reine Mathematik und von 2010 bis 2013 der School of Mathematics and Statistics war. 2018 wurde er Professor an der University of Warwick und Leiter der Abteilung Mathematik.
Er war unter anderem Gastprofessor und Gastwissenschaftler an der Universität Chicago, am Isaac Newton Institute, am MSRI am CRM in Barcelona und am Hausdorff Center for Mathematics in Bonn (2015).
Er ist bekannt für Beiträge zur stabilen Homotopietheorie (der Homotopietheorie von Spektren) im Fall zusätzlicher Gruppenwirkungen auf den zugrundeliegenden Räumen (sog. equivariante stabile Homotopietheorie, eingeführt von Graeme Segal). Rationale stabile Homotopietheorie (mit Homologie mit Koeffizienten aus den rationalen Zahlen) wurde von Jean-Pierre Serre in den 1950er Jahren behandelt. In den 1980er Jahren behandelten Greenlees und J. Peter May den equivarianten Fall für endliche Gruppen und zeigten, dass die rationale equivariante stabile Homotopietheorie differential-gradierten Objekten in Mackey-Funktoren (einer algebraischen Konstruktion, in die die Untergruppendaten einfließen) entspricht. Greenlees und Brooke Shipley untersuchten schließlich 2018 den Fall kompakter Liegruppen. Der Hauptpunkt, der diesen Fall verkomplizierte war, dass die Liegruppen selbst eine reichhaltige topologische Struktur besaßen, was in den algebraischen Formalismus einfließen musste. Sie zeigten, dass rationale Torus-equivariante stabile Homotopietheorie äquivalent zu einer Kategorie von Kettenkomplexen von Garben war. Genauer benutzten sie die Untergruppenstruktur des Torus um ein Diagramm von Ringen zu erzeugen ähnlich der Strukturgarbe eines projektiven Schemas. Die Torus-equivariante stabile Homotopietheorie ist äquivalent zu Kettenkomplexen quasi-kohärenter Moduln über dieser Strukturgarbe.
Er forschte auch über weitere topologische Invarianten in Räumen mit Gruppenstruktur, so über equivariante K-Theorie, equivariante elliptische Genera und equivariante elliptische Kohomologie, equivariante komplexe orientierte Kohomologietheorie und equivariante formale Gruppengesetze.
1995/96 war er Fellow der Nuffield Foundation. 2022 erhielt er mit Brooke Shipley den Senior-Berwick-Preis für ihre Arbeit An algebraic model for rational torus-equivariant spectra (Journal of Topology 2018)  und 1995 erhielt er den Berwick-Preis.
Von 2007 bis 2015 organisierte er die Treffen zur Homotopietheorie im Mathematischen Forschungsinstitut Oberwolfach. Von 2009 bis 2019 war er Vizepräsident der London Mathematical Society.

## Schriften (Auswahl)
- als Hrsg.: Axiomiatic, Enriched and Motivic Homotopy Theory, Kluwer 2004
- mit Robert R. Bruner: The connective K-theory of finite groups, Memoirs of the AMS 785, 2003
- mit Robert Bruner: Connective Real K-Theory of Finite Groups, Mathematical Surveys and Monographs 169, AMS 2010
- Rational S1-Equivariant Stable Homotopy Theory, Memoirs of the AMS 661, 1999
- mit J. Peter May: Generalized Tate Cohomology, Memoirs of the AMS 543, 1995
- mit Wojciech Chachólski, Tobias Dyckerhoff, Greg Stevenson: Building bridges between algebra and topology, CRM Barcelona, Birkhäuser 2018

Einige Aufsätze:
- mit Peter May: Equivariant Stable Homotopy, in: Ioan James (Hrsg.), Handbook of Algebraic Topology, 1995, S. 279–325.
- Rational SO(3)-Equivariant Cohomology Theories, in; Homotopy methods in algebraic topology (Boulder, CO, 1999), Contemp. Math., Band 271, Amer. Math. Soc., 2001, S. 99
- mit Michael Cole, IIgor Kriz: The universality of equivariant complex bordism, Mathematische Zeitschrift, Band 239, 2002, S. 455–475
- mit Matthew Ando: Circle-equivariant classifying spaces and the rational equivariant sigma genus, Mathematische Zeitschrift, Band 269, 2011, S. 1021–1104
- mit B. Shipley: An algebraic model for rational torus-equivariant spectra, Journal of Topology, Band 11, 2018, S. 666–719, Arxiv